# Thanatus atlanticus
Thanatus atlanticus es una especie de araña cangrejo del género Thanatus, familia Philodromidae. Fue descrita científicamente por Berland en 1936.

## Distribución
Esta especie se encuentra en Cabo Verde.